# دیوزناو
روستایی بسیار زیبا که در استان کردستان قرار دارد . و دارای مناظر طبیعی و بکر بی نظیری است.
این روستا دارای یک زمین فوتبال چمن مصنوعی است که هر ساله میزبان مسابقات جام "تافوو دێوەزناوی" می باشد.
دیوزناو، روستایی از توابع بخش مرکزی شهرستان سروآباد در استان کردستان ایران است.
این روستا دارای یک مجتمع پرورش ماهی قزل آلا با ۳۶ مزرعه در فاز اول است که منبع درآمدی برای بخشی از اهالی روستا به شمار می رود. فاز دوم این طرح بیش از ۲۵ سال است که به حالت تعلیق در آمده و توجه مسئولان ذی ربط را می طلبد.
روستای دیوزناو از ابتدایی ترین امکانات از جمله جاده، طرح هادی، و آنتن دهی مناسب محروم است. نبود امکانات مذکور در این روستا به دلایلی مانند کم کاری مسئولان شهرستانی و استانی و... بر می گردد.

## جمعیت
این روستا در دهستان ژریژه قرار دارد و براساس سرشماری مرکز آمار ایران در سال ۱۳۸۵، جمعیت آن ۴۳۶ نفر (۸۸خانوار) بوده‌است.